# 馬特凱恩機場
馬特凱恩機場位於萊索托。這個機場內有一條全球最驚險之一的跑道。

## 跑道
馬特凱恩機場的地理位置非常危險，只長400米，跑道盡頭是一個深600米的懸崖。

## 航空公司和目的地
| 航空公司       | 目的地                    |
| -------------- | ------------------------- |
| 莱索托航空公司 | 马塞卢-莫舒舒一世国际机场 |
| 莱索托航空公司 | 马塞卢-马塞卢市镇机场     |
| 莱索托航空公司 | 马费滕机场                |
| 莱索托航空公司 | Semonkong国际机场         |
| 莱索托航空公司 | Ha Nohana机场             |

## 參看
- 萊索托
- 萊索托機場列表

## 外部連結
- Travel&leisure:機場介紹 （页面存档备份，存于）